# Berberis tomentosa
Berberis tomentosa är en berberisväxtart som beskrevs av Hipólito Ruiz López och Pav.. Berberis tomentosa ingår i släktet berberisar, och familjen berberisväxter. Inga underarter finns listade i Catalogue of Life.